# Laghi di Reeuwijk
I laghi di Reeuwijk (in olandese: Reeuwijkse plassen) costituiscono un insieme di 13 laghi artificiali del sud-ovest dei Paesi Bassi, situati nella regione della Groene Hart, nella provincia dell'Olanda Meridionale, e che prendono il nome dalla località di Reeuwijk.
L'area ha una superficie totale di 735 ettari e comprende i seguenti laghi: Broekvelden/Vettenbroek, Elfhoeven, 's-Gravenbroek, 's-Gravenkoop, Kalverbroek, Klein Elfhoeven, Klein Vogelenzang, NieuwenbroekGroot Vogelenzang, Ravensberg, Vrijhoef, Sloene.

## Geografia

### Collocazione
I laghi di Reeuwijk si estendono poco a nord-est di Gouda.

### Territorio
I laghi di Reeuwijk si contraddistinguono per la caratteristica forma rettangolare, dovuta ai lotti di terreno preesistenti.

### Località
- Reeuwijk
- Sluipwijk[4]

## Storia
I laghi di Reeuwijk si formarono tra il XVIII e il XIX secolo con l'estrazione della torba in loco, che veniva utilizzata per il riscaldamento delle case e per le attività industriali.
Alla fine del XIX secolo, si iniziò a studiare un progetto che prevedesse il prosciugamento dei laghi di Reeuwijk, in quanto costituivano una minaccia per il polder circostanti.
Il 20 luglio 1930, però, gli Stati Provinciali dell'Olanda Meridionale rigettarono questo progetto in via definitiva.

## Turismo
I laghi di Reeuwijk si prestano a varie attività turistiche quali le passeggiate a piedi e in bicicletta, il nuoto, il surf, il birdwatching, ecc.